# فأر جيبي قفاري
فأر جيبي قفاري (الاسم العلمي:Chaetodipus eremicus) هو نوع من الحيوانات يتبع جنس فأر جيبي خشن من فصيلة الغوفرية.